# Jeja
Jeja (rusky Ея) je řeka ve Krasnodarském kraji a v Rostovské oblasti v Rusku. Je dlouhá 311 km. Povodí řeky je 8650 km².

## Průběh toku
Teče v široké dolině Kubáňskou nížinou. Na dolním toku je dolina bažinatá. Ústí do Jejského limanu v Taganrožském zálivu Azovského moře.

### Přítoky
Hlavní přítoky jsou Sosyka zleva a Kugojeja zprava.

## Vodní režim
Zdrojem vody je převážně tající sníh. V létě řeka vysychá. Voda v řece je mírně slaná. Průměrný roční průtok vody u stanice Kuščevskaja činí přibližně 2,5 m³/s.